# Red Hot + Blue
Red Hot + Blue ist ein Kompilations-Album aus dem Jahr 1990, das als Tribut an Cole Porter konzipiert wurde, und auf dem namhafte Popmusiker der 1990er-Jahre zeitgemäß bearbeitete Coverversionen von Titeln des berühmten Broadway- und Filmkomponisten einspielten. Der Titel des Albums ist Cole Porters Musical Red, Hot and Blue! entlehnt.
Das Album ist das erste einer Reihe von Benefiz-Alben, die von der Red Hot Organization zur Unterstützung von AIDS-Hilfe-Projekten in verschiedenen Ländern veröffentlicht wurden. Red Hot + Blue verkaufte sich weltweit über eine Million Mal und gilt als das erste größere AIDS-Benefiz-Projekt der Musikindustrie.
Im Jahr 2006 wurde Red Hot + Blue in den USA als 2-Disc-Set wiederveröffentlicht, das eine Audio-CD der nachbearbeiteten Originalaufnahmen sowie eine DVD-Video mit den Video-Clips enthält.

## Titelliste
1. I’ve Got You Under My Skin – Neneh Cherry 4:28 (Video von Jean-Baptiste Mondino)
2. In the Still of the Night – The Neville Brothers 5:18 (Video von Jonathan Demme)
3. You Do Something to Me – Sinéad O’Connor 2:34 (Video von John Maybury)
4. Begin the Beguine – Salif Keïta 3:22 (Video von Zak Ove)
5. Love for Sale – Fine Young Cannibals 2:49
6. Well, Did You Evah! – Debbie Harry und Iggy Pop 3:28 (Video von Alex Cox)
7. Miss Otis Regrets / Just One of Those Things – Kirsty MacColl und The Pogues 4:40 (Video von Neil Jordan)
8. Don't Fence Me In – David Byrne 3:09 (Video von David Byrne)
9. It's All Right with Me – Tom Waits 4:40 (Video von Jim Jarmusch)
10. Ev'ry Time We Say Goodbye – Annie Lennox 3:55 (Video von Edward Lachman)
11. Night and Day – U2 5:21 (Video von Wim Wenders)
12. I Love Paris – Les Négresses Vertes 3:13 (Video von Roger Pomphrey)
13. So in Love – k.d. lang 4:41 (Video von Percy Adlon)
14. Who Wants To Be A Millionaire? – Thompson Twins 3:18
15. Too Darn Hot – Erasure 3:40 (Video von Adelle Lutz and Sandy McLeod)
16. I Get a Kick – Jungle Brothers 2:52 (Video von Mark Pellington)
17. Down in the Depths – Lisa Stansfield 4:27 (Video von Phillippe Gautier)
18. From This Moment On – Jimmy Somerville 3:18 (Video von Steve Mclean)
19. After You, Who? – Jody Watley 3:10 (Video von Matthew Rolston)
20. Do I Love You? – Aztec Camera 4:40 (Video von John Scarlett-Davies)